# 성황신 김총 영정
성황신 김총 영정(城隍神 金摠 影幀)은 대한민국 전라남도 순천시 주암면 주암리에 있는 영정이다. 1988년 12월 21일 전라남도의 민속문화재 제27호로 지정되었다.

## 개요
성황신은 중국으로부터 유입된 성황신앙의 대상물로, 마을수호신을 일컫는다. 한반도에서는 고려 때부터 모시기 시작했는데, 성황신의 신체가 머무는 곳인 성황당을 만들어 정기적으로 제사를 지냄으로써 마을의 안녕과 풍요를 기원하였다.
성황신은 대체적으로 마을 수호에 공이 큰 인물을 신격화하여 섬기는 경우가 많은데, 순천 김씨의 시조인 김총 역시 순천의 고을신으로 모셔지고 있다. 김총의 영정은 갑옷을 입고 투구를 쓴 모습으로, 두 손에 창을 들고 있으며 검은색 의자에 앉은 무장상으로 전신을 그린 것이다. 눈은 동그랗게 부릅뜨고 있고 큰 코에 수염이 많이 나 있어 불교의 사천왕상과 비슷한 얼굴을 하고 있는데, 이는 조선 후기 민간회화에서 볼 수 있는 무속과 불교가 혼합된 표현기법이다. 전체적으로 정통초상화법과 불화기법이 같이 사용되었는데, 신상의 자세와 가슴부분, 남색관복의 주름무늬, 의자밑 발이 놓인 자리의 먹선, 나무결무늬 등은 18∼19세기의 정통초상화법으로 그린 것이고, 갑옷의 청색잉어비늘무늬와 가장자리 붉은색 띠 등은 같은 시기에 유행한 불화기법이다.
이러한 성황신상은 민간 무속신앙의 전형을 보여주는 작품으로, 민간신앙을 바탕으로 한 민간회화의 발전을 엿볼 수 있는 좋은 예이다.

## 참고 자료
- 성황신김총영정 - 국가유산청 국가유산포털